# Sallie's Sure Shot
Sallie's Sure Shot è un cortometraggio muto del 1913 diretto e interpretato da William Duncan. Prodotto dalla Selig Polyscope Company da una soggetto di Cornelius Shea, il film aveva come altri interpreti Myrtle Stedman, Lester Cuneo, Tom Mix, Victoria Forde.

## Produzione
Il film fu prodotto dalla Selig Polyscope Company.

## Distribuzione
Distribuito dalla General Film Company, il film - un cortometraggio di una bobina sottotitolato A Tale of Devotion and Dynamite - uscì nelle sale cinematografiche statunitensi il 4 luglio 1913.